# 白木公康
白木 公康（しらき きみやす）は、日本の医学者。医学博士（大阪大学・1983年）。千里金蘭大学副学長。専門分野は、ウイルス学。

## 略歴
1977年（昭和52年）3月、大阪大学医学部を卒業。同年、大阪大学医学部附属病院小児科にて臨床研修。1978年（昭和53年）、大阪市立桃山病院感染症センターに勤務（翌年4月まで）。1983年（昭和58年）10月、大阪大学より医学博士の学位を取得。1984年（昭和59年）、ペンシルバニア州立大学医学部微生物学教室（Fred Rapp博士）に所属。
1987年（昭和62年）、大阪大学微生物病研究所助手（高橋理明教授）。1990年（平成2年）、大阪大学微生物病研究所助教授（高橋理明教授）に就任。
1991年（平成3年）、富山医科薬科大学医学部教授（ウイルス学教室）に就任。1999年（平成11年）、富山医科薬科大学遺伝子実験施設長に就任（2001年（平成13年）まで。）。2004年（平成16年）、富山医科薬科大学図書館長に就任（2007年（平成19年）まで。）。
2005年（平成17年）10月、富山医科薬科大学が富山大学ほかと再編統合されたことにより、富山大学医学部医学科教授となる。2006年（平成18年）4月、富山大学大学院医学薬学研究部環境・生命システム学域環境生体防御医学系教授に就任。2007年（平成19年）、富山大学医学部副学部長に就任（2009年（平成21年）まで。）。2009年（平成21年）、富山大学医学部臨床研究・倫理センター長に就任（2013年（平成25年）まで。）。2010年（平成22年）、富山大学医学部評議員を務める（2011年（平成23年）まで。）。2013年（平成25年）、富山大学医学部医学科長に就任（2015年（平成27年）まで。）“。
2015年、富山新聞社文化賞を受賞。長年にわたりウイルス研究が評価されたもの。
2017年（平成29年）3月、富山大学を退職。
2019年（平成31年）4月、千里金蘭大学副学長に就任。